# 大麦畑でつかまえて
『大麦畑でつかまえて』（おおむぎばたけでつかまえて）は、2006年9月2日に北海道テレビ放送（HTB）で「HTBスペシャルドラマ」として放送された、テレビドラマである。主演は大泉洋。テレビ朝日や、朝日放送などのテレビ朝日系列局などでも放送された。

## 概要
北海道・上富良野町を舞台とし、ビールの原材料となるビール大麦とホップを生産する農家を営む親子3代5人家族が抱える様々な問題と家族のつながりを描いた作品。北海道出身の大泉洋を主演に起用した。また、HTBスペシャルドラマでは、初めてデジタルハイビジョンでの撮影が行われた。
HTBスペシャルドラマは、前年までテレビ朝日系列で全国ネット放送されていたが、本年はHTBが各局と個別に交渉して放送を実現した。なお、青森朝日放送・岩手朝日テレビ・熊本朝日放送・新潟テレビ21では、製作局であるHTBに先立って放送された。

## キャスト
- 矢木沢浩一：大泉洋
- 矢木沢美和子：高野志穂
- CFディレクター手塚：森崎博之
- 観光課・桜井課長：山本哲也
- 上富良野駅・駅員：大下宗吾
- 矢木沢家祖母：蜂谷千枝
- 矢木沢拓也：鈴木泰雅
- 矢木沢徹郎：前田吟
- 矢木沢文子：倍賞美津子
- 矢木沢敬三：大滝秀治

## スタッフ
- 脚本 - 前川洋一
- 音楽 - 増本直樹
- 企画・プロデューサー - 四宮康雅（HTB）
- アシスタント・プロデューサー - 数浜照吾（HTB）
- 演出 - 多田健（HTB）
- 助監督 - 荒川栄二、林 雅貴、芦澤潤
- ロケプロデュース - 小林孝雄（AZBY）
- 制作担当 - 松倉和哉（AZBY）
- 制作主任 - 中西正茂
- 進行助手 - 高木了平（AZBY）
- スクリプター - 木川景子
- 撮影 - 鈴木武司（HTB映像）
- VE - 竹内康（三新ビデオセンター）
- 撮影助手 - 大江泰介
- 照明 - 水谷信彦（北海道共立）
- 照明助手 - 西出真司（北海道共立）、新木拓朗（北海道共立）
- 録音 - 柳屋文彦
- 録音助手 - 佐藤幸信（NHKテクニカルサービス）、松澤聡（HTB映像）
- 技術コーディネート - 小島伸彦（HTB）
- 美術 - 七尾出（裏方家）
- 美術進行 - 田中志枝
- スタイリスト - 小松江里子
- ヘアメイク - 片山昌美（メイクアップアトリエ）、矢萩律子（メイクアップアトリエ）
- 車輌 - 三階英司（HTB）、末角嗣身（HTB）
- スチル - 長浜谷晋
- 編集 - 遠山千秋（リクリ）
- 編集助手 - 小林あい（リクリ）
- 音響効果 - 佐々木堅司（ミューズボックス）、三村俊之（ミューズボックス）
- EED - 中村卓三（SNET）、中瀬亮一（SNET）
- MA - 本谷周一（SNET）
- タイトル - ビジービー
- 撮影協力 - 上富良野町、上富良野町商工会、かみふらの十勝岳観光協会、上富良野町ホップ生産組合、JAふらのビール大麦部会上富良野支部、JAふらの上富良野支所、陸上自衛隊上富良野駐屯地、上富良野 美ふじ絵画会、有限会社 田中電気、ラーメン五十番、上富良野町江花住民会
- 宿泊協力 - 富良野プリンスホテル、新富良野プリンスホテル、フロンティア フラヌイ温泉

## 放送局
| 系列                                                      | 放送局                            | 放送日                  | 時間            | 備考   |
| --------------------------------------------------------- | --------------------------------- | ----------------------- | --------------- | ------ |
| テレビ朝日系                                              | HTB 北海道テレビ                  | 2006年9月2日（土）      | 16：30 - 17：25 | 製作局 |
| テレビ朝日系                                              | ABA 青森朝日放送                  | 2006年9月1日（金）      | 15:00 - 15:55   |        |
| テレビ朝日系                                              | AAB 秋田朝日放送                  | 2006年10月22日(日）     | 15:30 - 16:30   |        |
| テレビ朝日系                                              | IAT 岩手朝日テレビ                | 2006年9月2日（土）      | 15:00 - 15:55   |        |
| テレビ朝日系                                              | KHB 東日本放送                    | 2006年9月30日（土）     | 10:45 - 11:40   |        |
| テレビ朝日系                                              | YTS 山形テレビ                    | 2006年10月8日（日）     | 0:30 - 1:25     |        |
| テレビ朝日系                                              | KFB 福島放送                      | 2006年10月9日（月・祝） | 14:00 - 14:55   |        |
| テレビ朝日系                                              | EX テレビ朝日                     | 2006年10月9日（月・祝） | 10:30 - 11:25   |        |
| テレビ朝日系                                              | UX 新潟テレビ21                   | 2006年9月2日（土）      | 16:25 - 17:20   |        |
| テレビ朝日系                                              | ABN 長野朝日放送                  | 2006年9月23日（土・祝） | 15:00 - 15:55   |        |
| テレビ朝日系                                              | SATV 静岡朝日テレビ               | 2006年9月16日（土）     | 9:30 - 10:25    |        |
| テレビ朝日系                                              | HAB 北陸朝日放送                  | 2006年9月16日（土）     | 1:20 - 2:15     |        |
| テレビ朝日系                                              | メ～テレ 名古屋テレビ             | 2006年9月18日（月・祝） | 13:55 - 14:52   |        |
| テレビ朝日系                                              | ABC 朝日放送                      | 2006年9月10日（日）     | 1:00 - 1:55     |        |
| テレビ朝日系                                              | HOME 広島ホームテレビ             | 2006年10月7日（土）     | 16:00 - 16:55   |        |
| テレビ朝日系                                              | YAB 山口朝日放送                  | 2006年9月28日（木）     | 14:55 - 15:55   |        |
| テレビ朝日系                                              | KSB 瀬戸内海放送                  | 2006年9月16日（土）     | 12:00 - 12:55   |        |
| テレビ朝日系                                              | EAT 愛媛朝日テレビ                | 2006年9月16日（土）     | 10:00～10:55    |        |
| テレビ朝日系                                              | KBC 九州朝日放送                  | 2006年10月9日（月・祝） | 10:45 - 11:40   |        |
| テレビ朝日系                                              | NCC 長崎文化放送                  | 2006年9月23日（土・祝） | 12:00 - 12：55  |        |
| テレビ朝日系                                              | KAB 熊本朝日放送                  | 2006年9月2日（土）      | 16：00 - 16：55 |        |
| テレビ朝日系                                              | OAB 大分朝日放送                  | 2006年9月23日（土・祝） | 15:00 - 15:55   |        |
| テレビ朝日系                                              | KKB 鹿児島放送                    | 2006年9月30日（土）     | 14:00 - 14:55   |        |
| テレビ朝日系                                              | QAB 琉球朝日放送                  | 2006年9月23日（土・祝） | 10:30～11:25    |        |
| 独立協                                                    | GYT とちぎテレビ                  | 2007年1月19日（金）     | 20:00 - 21:55   |        |
| 独立協                                                    | TVS テレビ埼玉                    | 2006年12月31日（日）    | 21:00 - 21:55   |        |
| 独立協                                                    | GTV 群馬テレビ                    | 2007年1月9日（火）      | 23:00 - 23:55   |        |
| 独立協                                                    | MX 東京メトロポリタンテレビジョン | 2007年2月12日（月・祝） | 11:55 - 12:50   |        |
| 独立協                                                    | TVK テレビ神奈川                  | 2006年12月17日（日）    | 20:00 - 20:55   |        |
| 独立協                                                    | SUN サンテレビジョン              | 2006年12月31日（日）    | 15：00 - 15：55 |        |
| TBS系                                                     | UTY テレビ山梨                    | 2007年1月5日（金）      | 14:55 - 13:50   |        |
| TBS系                                                     | KUTV テレビ高知                   | 2007年1月21日（日）     | 14:00 - 14:54   |        |
| 日本テレビ系                                              | NKT 日本海テレビ                  | 2006年11月4日（土）     | 16:00 - 16:55   |        |
| フジテレビ系 日本テレビ系 テレビ朝日系 （クロスネット局） | UMK テレビ宮崎                    | 2006年12月1日（金）     | 14:05 - 15:00   |        |

## 受賞
- 第61回芸術祭優秀賞（テレビ部門ドラマの部）
- 第44回ギャラクシー賞奨励賞
- 2008年ニューヨークフェスティバル（テレビ映画・ドラマスペシャル部門）ファイナリスト作品